# Бакум
Бакум (нем. Bakum) — община в Германии, в земле Нижняя Саксония.
Входит в состав района Фехта. Население составляет 5809 человек (на 31 декабря 2010 года). Занимает площадь 79 км².
Коммуна подразделяется на 12 сельских округов.
| Год  | Население |
| ---- | --------- |
| 1990 | 4904      |
| 1995 | 5124      |
| 2000 | 5523      |
| 2005 | 5686      |
| 2010 | 5799      |